# Матушкина
Матушкина — деревня в Серовском районе Свердловской области России. Входит в Сосьвинский муниципальный округ.
Ранее деревня входила в состав Масловского сельсовета Серовского района.

## Географическое положение
Деревня Матушкина расположена в 35 километрах к западу от посёлка Сосьва и в 56 километрах к юго-востоку от города Серова, на правом берегу реки Сосьвы (правого притока Тавды). В половодье автомобильное сообщение с деревней затруднено, имеется паромная переправа.

## Стефановская церковь
В 1905 году была построена часовня, которая в 1915 году была перестроена в деревянную, однопрестольную церковь. Церковь была освящена во имя первомученика архидиакона Стефана в 1915 году, а в 1921 году она сгорела. В 1925 году был открыт Стефановский молитвенный дом, деревянный, однопрестольный. Дом был закрыт в 1930 году, а в советское время был снесён.

## Население
| 2002 | 2010 |
| ---- | ---- |
| 15   | ↘12  |